# Voivodia de Czernihów
Voivodia de Czernihów (polonês: województwo czernihowskie, latim: Palatinatus czernihoviensis) foi uma unidade da divisão administrativa e governo local no Reino da Polônia de 1635 até as partições da Polônia em 1772/1795. Em 1635, Marcin Kalinowski foi o primeiro voivoda (governador) da voivodia de Czernihów.

## Governo municipal
Sede do governo da voivodia (wojewoda):
- Czernihów

Voivodas: Marcin Kalinowski (1635-1652)
Divisões administrativas:
- Condado de Czernihów -  Czernihów
- Condado de Nowogród - Nowogród